# Басовище
«Басовище» (полное название «Фестиваль музыки молодой Беларуси „Басовище“») (бел. Басовішча, пол. Basowiszcza) — фестиваль белорусской альтернативной и рок-музыки в Польше.
Проводился ежегодно с 1990 по 2019 год год во 2-й половине июля в течение двух дней в урочище Борик у сельского поселения Грудек в Белостокском повяте Польши.
Организовывался «Белорусским объединением студентов» на некоммерческой основе при поддержке министерства культуры Польши. Ежегодно на фестиваль приезжало от пяти до двенадцати тысяч человек.

## История

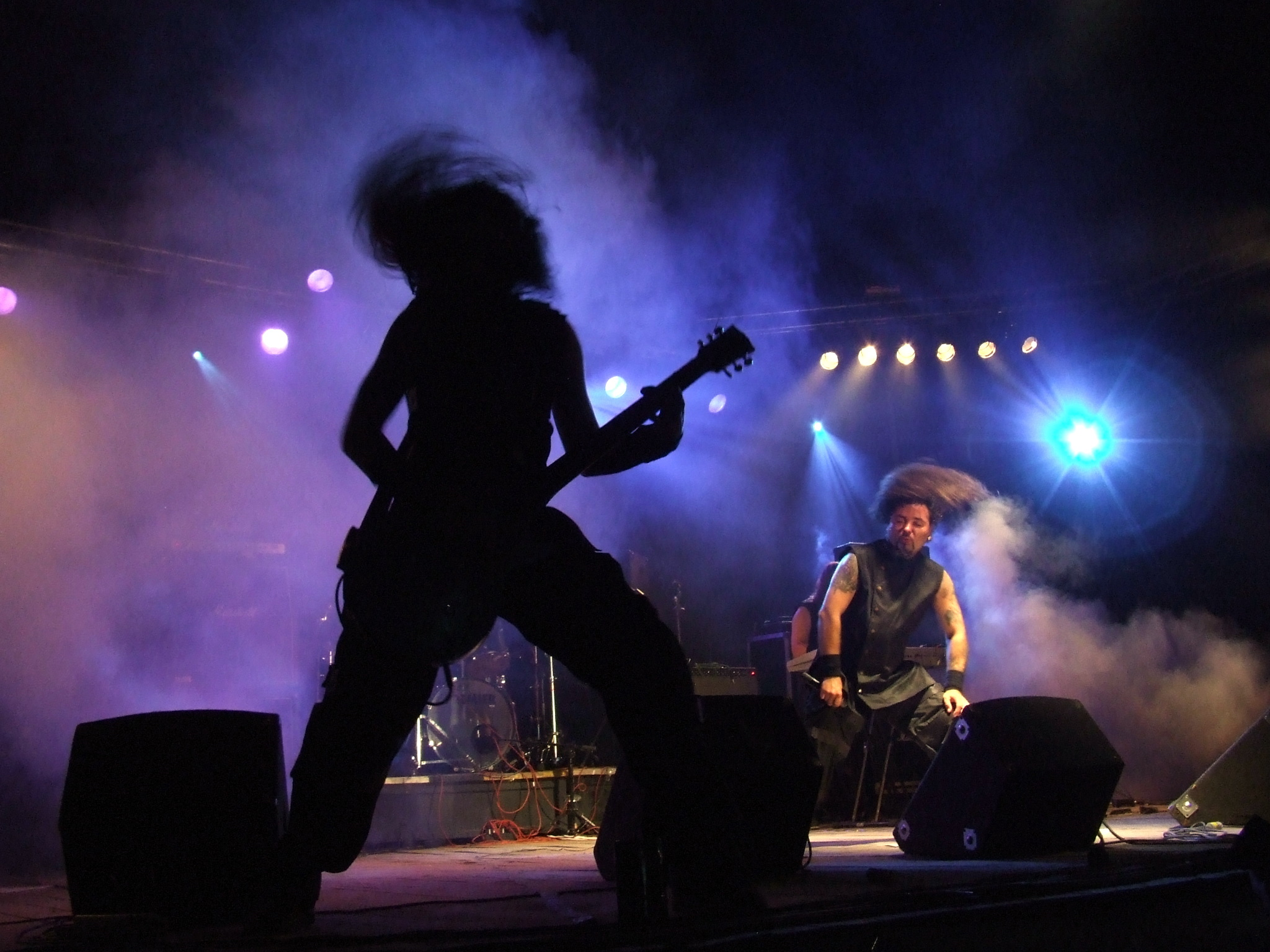
Rasta на «Басовище-2007»

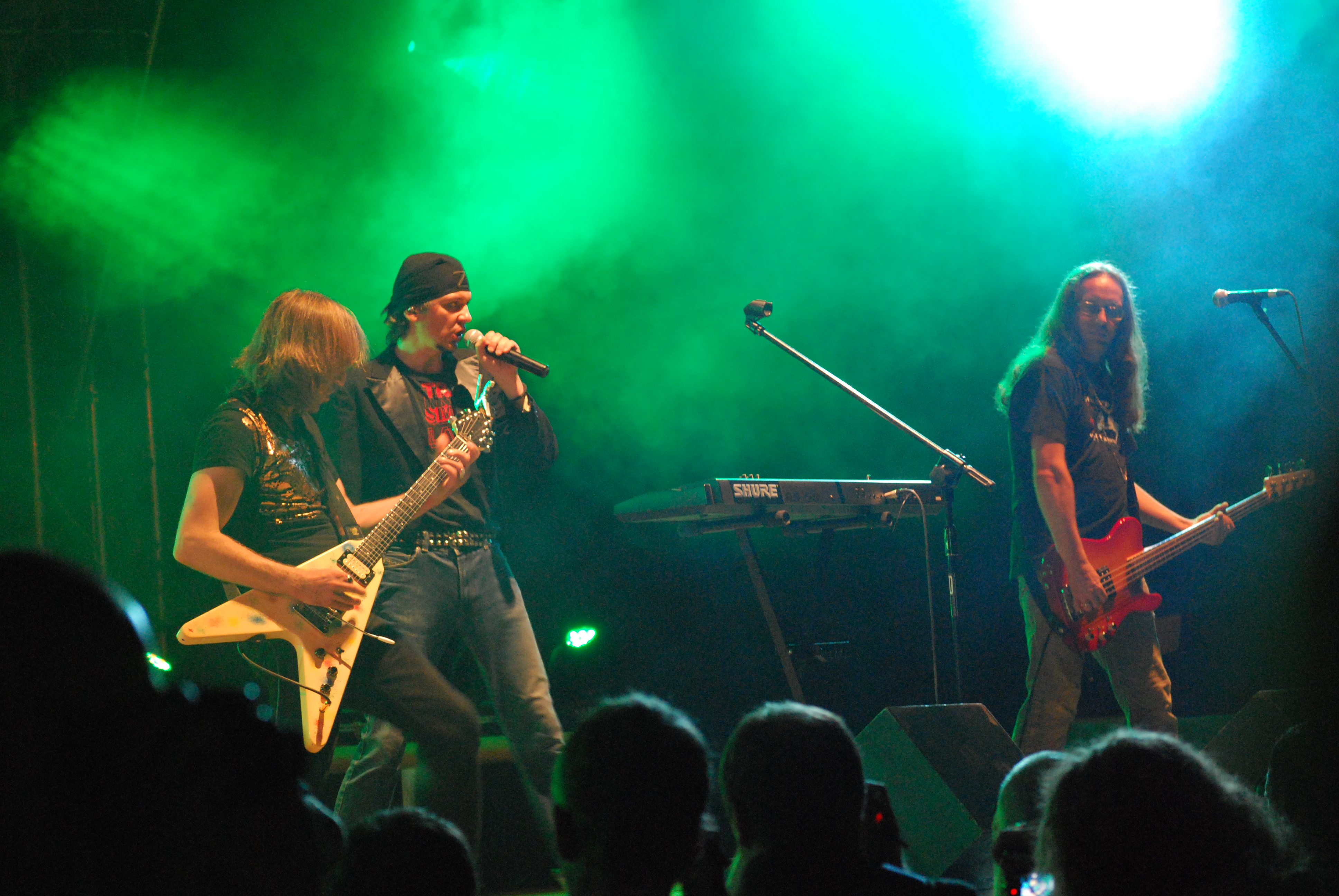
Мроя на «Басовище-2009»

В 1981 году в Польше было организовано «Белорусское объединение студентов» (бел. «Беларускае аб’яднанне студэнтаў» (БАС)) — общественная организация объединяющая студентов-белорусов проживающих в Польше.
В 1989 году у членов объединения возникла идея организации национального белорусского фестиваля. Первый фестиваль «Басовище» (аббревиатура БАС + белорусский суффикс) состоялся в июле 1990 года. С тех пор фестиваль проводился ежегодно во второй половине июля в урочище Борик у сельского поселения Грудек неподалёку от белорусской границы (белорусское меньшинство в Польше сконцентрировано в основном на востоке страны).
Фестиваль был в основном посвящён белорусскоязычной альтернативной и рок-музыке и большинство музыкантов, выступающих на «Басовище» приезжали из Беларуси. Поскольку фестиваль проходил за пределами самой Беларуси, в нём часто принимали участие запрещённые у себя на родине группы. В разное время на сцене «Басовища» выступали: Мроя, ULIS, Новае Неба, Мясцовы час, Крама, Палац, KRIWI, N.R.M., Без билета, Нейро Дюбель, žygimont VAZA, Троица, Крамбамбуля, Детидетей, Osimira, Ляпис Трубецкой, Litvintroll. Vuraj, The Toobes, Port Mone, Amaroka, Re1ikt, Brutto, Dzieciuki, Дай дарогу!, Стары Ольса, Лявон Вольский, Змитер Войтюшкевич и др. В фестивале также принимали участие и местные белорусско-польские группы (R.U.T.A., ZERO-85). В качестве гостей в фестивале участвовали музыканты из Украины (Тінь Сонця, И Друг Мой Грузовик, Гайдамаки, Перкалаба), Литвы (Mountainside), Италии (Orchestra Arturo Piazza), Сербии (Erik & the Worldly Savages), а также Польши (Пижама порно, KSU, Lao Che, Armia, Cool Kids of Death, Kult, Blenders, Illusion).

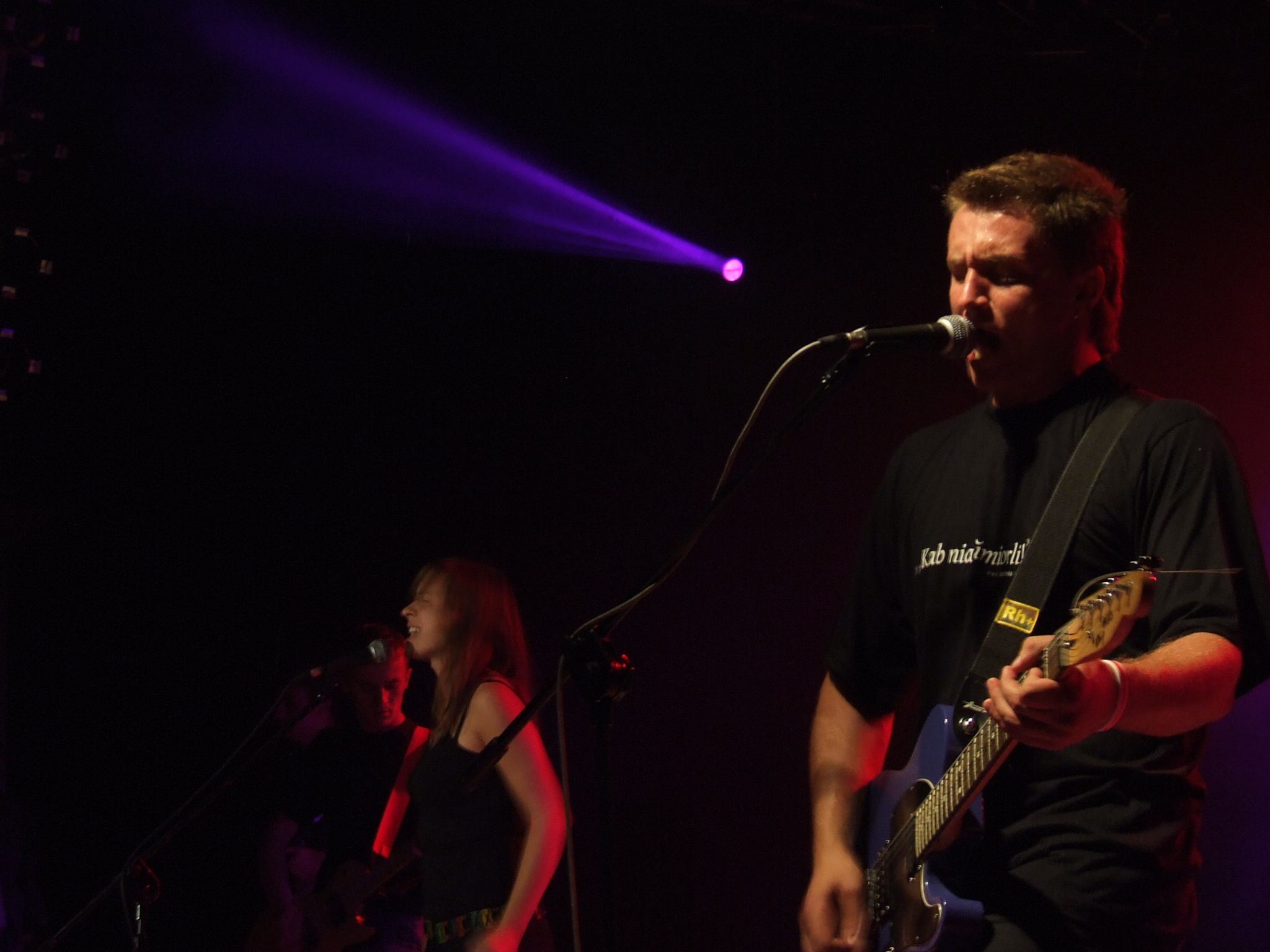
B:N: на «Басовище-2007»

На «Басовище» проходил также конкурс молодых исполнителей. С некоторых[каких?] пор конкурс состоял из двух этапов. Сначала все желающие выступали в Минске на «Отборище» (бел. «Адборышча»), где жюри отбирало лучших, а затем финалисты выступали уже на самом «Басовище». В разное время победителями конкурса становились такие группы как Znich, Deviation, Zet, :B:N:, Partyzone, IQ48, Сьцяна, Tav.Mauzer, Nevma, Akute, NaviBand, TonqiXod и др. Победитель обычно получал денежный приз, либо возможность записать альбом.
В 2019 году организаторы фестиваля объявили, что юбилейное 30-е «Басовище» станет последним. Среди причин прекращения проведения называются финансовые и организационные сложности, а также то, что формат мероприятия себя исчерпал. Также называется изменение культурного контекста Подляшья — новое поколение этнических белорусов Белосточчины слишком полонизировалось и уже не проявляет интереса к белорусской культуре, а официальные власти Беларуси не заинтересованы в её продвижении. По мнению организаторов, лучше было закончить фестиваль на высокой ноте, чем смотреть, как он будет постепенно умирать сам.

## Визовый вопрос
После вступления Польши в шенгенскую зону в 2007 году получать визы для граждан Беларуси стало сложнее, а их стоимость возросла. Вопрос с получением виз для белорусов, которые хотели приехать на фестиваль из Беларуси, не был решён однозначно. Иногда польское консульство выдавало бесплатные визы, иногда нет, иногда выдавало, но только некоторой части от всех желающих. Часто визы выдавало только консульство расположенное в Гродно и не выдавало консульства в Бресте и Минске. Иногда визы были бесплатными для тех, кому не исполнилось 25 лет, а для остальных только с 50 % скидкой.

## Участники
- Список участников Басовища[тарашк.]

## Запреты
В 2006 году организаторы столкнулись с запретом проведения концертов «Отборища» (отборочного тура к «Басовище-2006») в Минске.

## Оценки
Рок-княжна Кася Камоцкая как колумнист «БелаПАН» в 2008 году давала такую оценку фестивалю: «„Басовище“ задумывался не как фестиваль белорусской музыки в изгнании, а как праздник местных белостокских белорусов».
Татьяна Замировская на страницах «БелГазеты» в 2007 году писала, что фестиваль «является единственным и старейшим музыкальным конкурсом, в рамках которого молодые белорусские рок-группы могут себя проявить и получить вполне весомый приз».
В 2019 году Лёша Горбаш с «34mag» в ретроспективе 2010—2019 годов назвал фестиваль «Меккой белорусской рок-музыки».
Олег Климов, шеф-редактор «Музыкальной газеты», в 2003 году так описал фестиваль: «„Басовище“ — это белорусский „Вудсток“, только на территории Польши, граничащей с Беларусью. Потому про фест этот не знает никто не только в мире, но и даже в остальной Польше. Крутой, в общем, праздник жизни».